# Plodršnica
Plodršnica – wieś w Słowenii, w gminie Šentilj. W 2018 roku liczyła 116 mieszkańców.